# Montautour
Montautour ist eine Gemeinde im französischen Département Ille-et-Vilaine in der Bretagne. Sie gehört zum Kanton Vitré im Arrondissement Fougères-Vitré. 

## Lage
Sie grenzt im Norden an Châtillon-en-Vendelais und Princé, im Osten an La Croixille, im Süden an Saint-M’Hervé und im Westen an Balaze. An der westlichen Gemeindegrenze verläuft das Flüsschen Pérouse, das zur Cantache entwässert.

## Bevölkerungsentwicklung

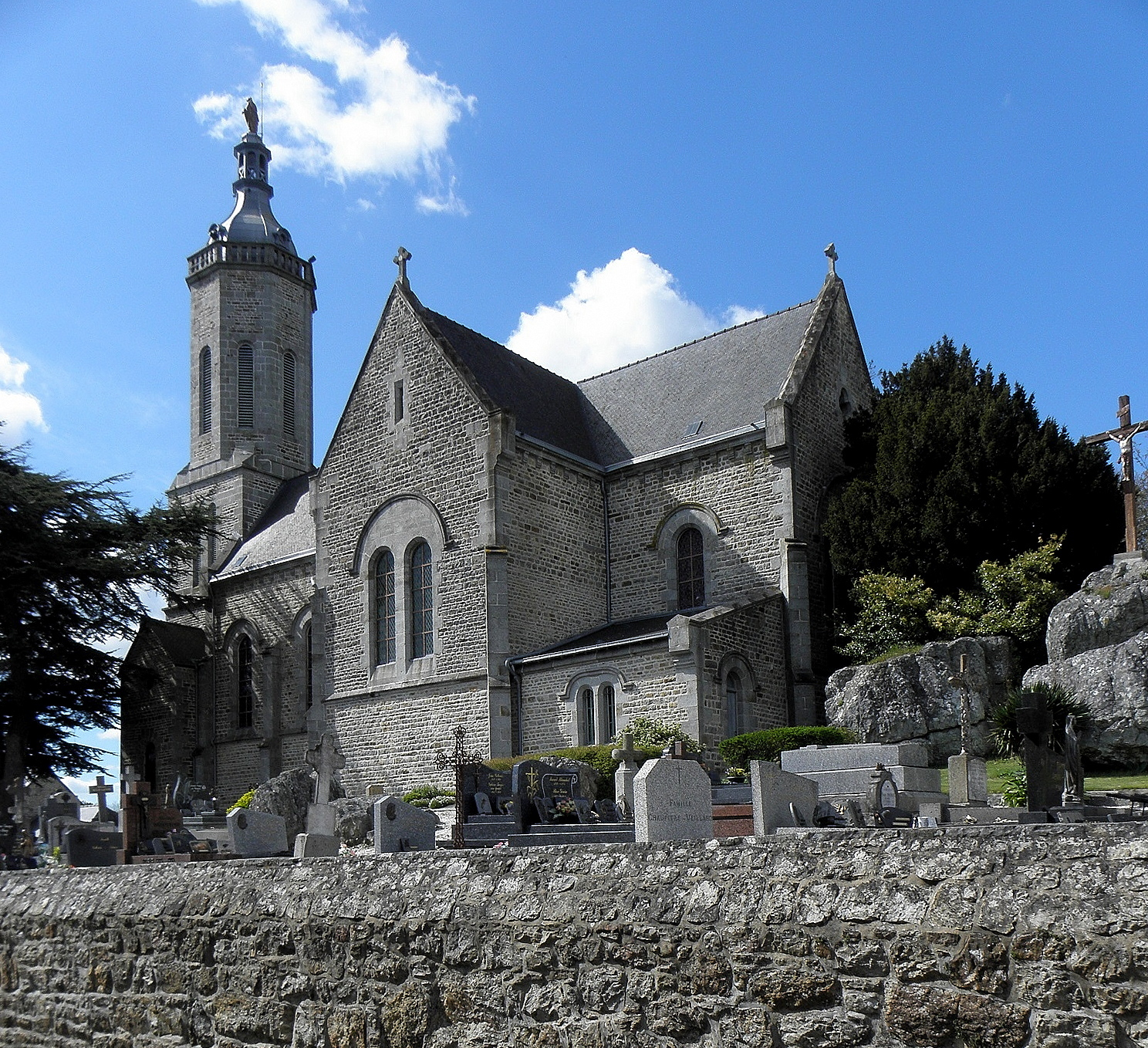
Kirche Notre-Dame-de-la-Visitation

| Jahr      | 1962 | 1968 | 1975 | 1982 | 1990 | 1999 | 2005 | 2017 |
| --------- | ---- | ---- | ---- | ---- | ---- | ---- | ---- | ---- |
| Einwohner | 288  | 255  | 226  | 240  | 242  | 240  | 252  | 264  |